# 灰胸山巨嘴鸟
灰胸山巨嘴鸟是鴷形目鵎鵼科山鵎鵼屬下的一種鳥類。這個物種分佈於哥倫比亞、厄瓜多和秘魯，目前有兩個亞種，是巨嘴鳥中分佈海拔最高的鳥類。
該物種以其紅黑黃的三色鳥喙，及顏色較為簡單的體羽為其特色，是一種以果實為食的鳥類。雖然數量可能正在減少，但因其棲地相當高而被認為遭受破壞的程度不高，因此預估其族群下降速度並不快，在《國際自然保護聯盟瀕危物種紅色名錄》被列為無危物種。

## 命名歷史與分類
該物種由英國鳥類學家約翰·古爾德以之名於1833年描述，並在17年後被古爾德移入其新建立的山鵎鵼屬下，形成現今的學名。1855年時，英國鳥類學家喬治·羅伯特·格雷進一步將這個物種指定為該屬的模式種。
| 灰胸山巨嘴鸟 | \| \| \| \| \| \| \| \| \| \| \| \| |
|              | \| \| \| \| \| \| \| \| \| \| \| \| |
|              | 冠山巨嘴鸟                          |
|              |                                     |
|              |                                     |
|              |                                     |
|              |                                     |
|              |                                     |

|  |  |
|  |  |
|  |  |
|  |  |

|  | 扁嘴山巨嘴鸟           |
|  |                        |
|  | 黑嘴山巨嘴鸟的一個亞種 |
|  |                        |

| 灰胸山巨嘴鸟 | \| \| \| \| \| \| \| \| \| \| \| \| |
|              | \| \| \| \| \| \| \| \| \| \| \| \| |
|              | 冠山巨嘴鸟                          |
|              |                                     |
|              |                                     |
|              |                                     |
|              |                                     |
|              |                                     |

|  |  |
|  |  |
|  |  |
|  |  |

|  | 扁嘴山巨嘴鸟           |
|  |                        |
|  | 黑嘴山巨嘴鸟的一個亞種 |
|  |                        |

| 灰胸山巨嘴鸟 | \| \| \| \| \| \| \| \| \| \| \| \| |
|              | \| \| \| \| \| \| \| \| \| \| \| \| |
|              | 冠山巨嘴鸟                          |
|              |                                     |
|              |                                     |
|              |                                     |
|              |                                     |
|              |                                     |

|  |  |
|  |  |
|  |  |
|  |  |

|  | 扁嘴山巨嘴鸟           |
|  |                        |
|  | 黑嘴山巨嘴鸟的一個亞種 |
|  |                        |

| 灰胸山巨嘴鸟 | \| \| \| \| \| \| \| \| \| \| \| \| |
|              | \| \| \| \| \| \| \| \| \| \| \| \| |
|              | 冠山巨嘴鸟                          |
|              |                                     |
|              |                                     |
|              |                                     |
|              |                                     |
|              |                                     |

|  |  |
|  |  |
|  |  |
|  |  |

|  | 扁嘴山巨嘴鸟           |
|  |                        |
|  | 黑嘴山巨嘴鸟的一個亞種 |
|  |                        |

根據2023年的研究，	灰胸山巨嘴鸟的近親為冠山巨嘴鸟，並下屬兩個亞種。分別為分布於哥倫比亞至厄瓜多東部的指名亞種，及分布於厄瓜多東部至祕魯的亞種。為美國鳥類學家弗兰克·M·查普曼於1923年描述的新亞種，論及其與指名亞種的差別在於這個亞種具有淡黃色的臀部、淡黃色的側斑，以及黃綠色的眼睛。:259

## 型態描述

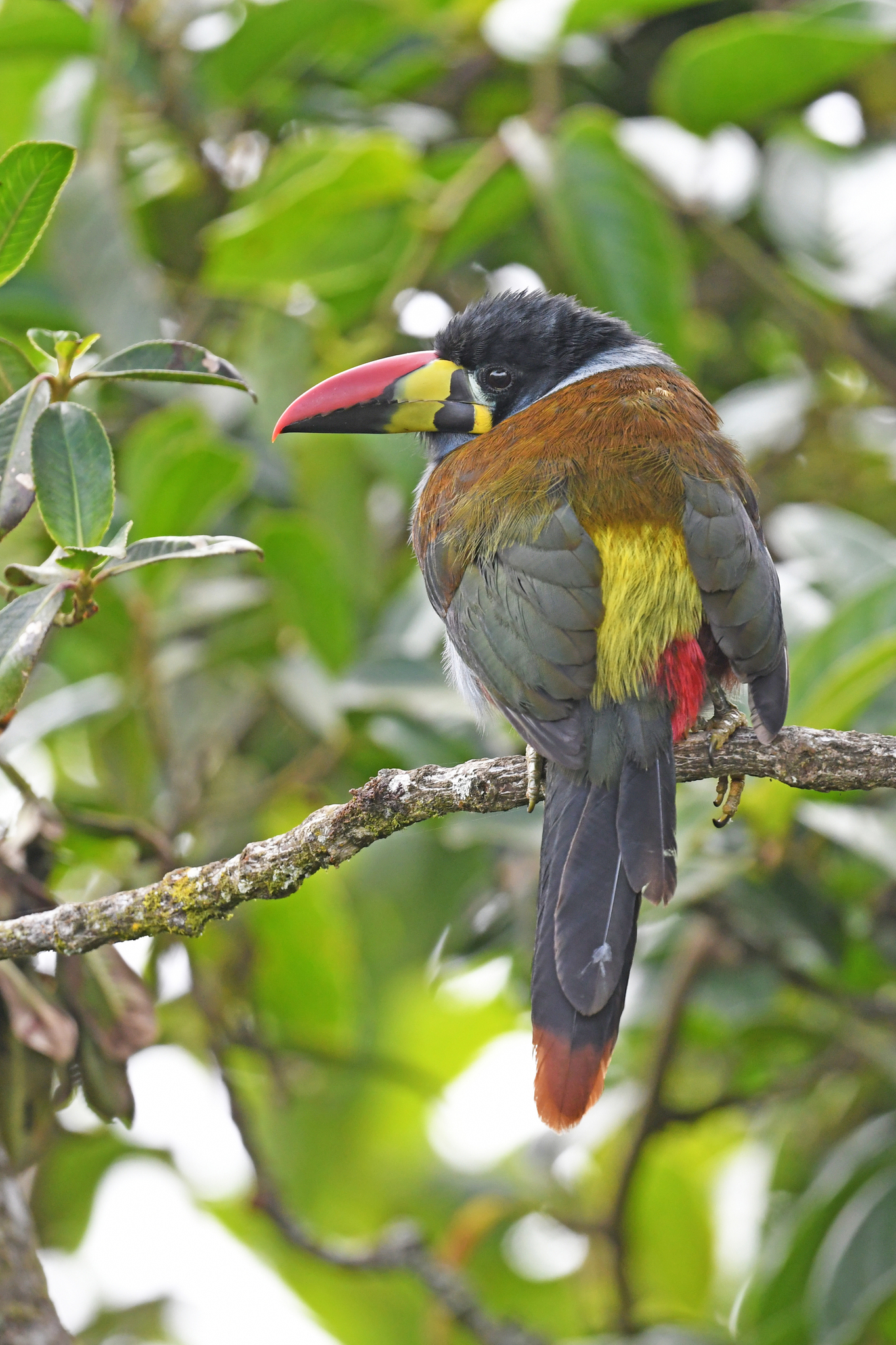
指名亞種的背面觀

灰胸山巨嘴鸟的體長46—48公分，體重約244—370公克，喙長8.9—10.2公分。:259其鳥喙寬平均約25.9公釐、深平均約29.0公釐、嘴峰長平均約9.12公分；翼長平均約17.1公分；跗蹠平均長約4.1公分，尾長平均約17公分。這個物種是外觀華麗的鳥類，其鳥喙自基部起依序為鮮明的黃色、黑色、黃色、黑色及紅色，當中紅色的部分自上喙一路延伸至尖端處，且上喙具有鋸齒狀的邊緣。:357而其腹部灰藍色，背部為銅綠色；飛行時可見明顯的黃色臀部與紅色尾下覆羽，尾羽灰色並帶有棕色尾端。眼睛為棕色，眼周皮膚為藍色，腿腳呈灰綠色。雌雄相似，但雌鳥鳥喙較短；而幼鳥顏色相對成鳥而言較暗，喙為棕黑色帶有象牙色，近基部處無黑色，且沒有鋸齒狀的特徵。:259:358
與黑嘴山巨嘴鸟的差異在於本物種鳥喙上有黃色區塊、臉頰為黑色、尾羽顏色更深。

## 棲息環境
灰胸山巨嘴鸟是分佈於南美洲哥倫比亞、厄瓜多和秘魯的鳥類，與冠山巨嘴鸟、扁嘴山巨嘴鸟在地理上呈互補關係。:222其棲息環境為高海拔溫帶森林，海拔2200—3650公尺的雲霧森林或潮濕的山地森林中，相較於其他巨嘴鳥（甚至其他山鵎鵼屬成員）而言也是居於更高地區的物種；但有時能在1700—1800公尺處發現。:259:39-40可經常在開闊高原林緣發現其蹤。:225

## 行為
灰胸山巨嘴鸟主要在樹冠層單獨或成小群（至多6隻）活動，可能會與唐納雀科、擬黃鸝科或鶇屬鳥類混群覓食。:259這個物種為果食性，常以悬钩子属或号角树属屬的水果或漿果為安靜覓食。:259
其繁殖資料不多，僅知在哥倫比亞繁殖期為12—隔年2月之間，而厄瓜多和秘魯則為6—11月之間。:259
這個物種多在黎明與黃昏時發出響亮的吠叫「yak」與長而上揚的哀鳴「cuuuueeee」。在白天時相對安靜，為低沉的「kek-kek-kek-kek」或響亮且鼻音濃厚的「kuuuuaat」；而歌聲或長音發聲則為一系列「kwaaaaaaa」、「kweeeeeeeeat」或「kwaaaaaak」的聲音，通常在結尾處音調會先升後降，可長達2秒鐘，是鴷形目下已知最長的叫聲。:77

## 保護狀態與數量
該物種在當地為不常見至局部常見的鳥類，其實際族群數量並未被調查，但根據研究預測約有25,000至77,000隻成鳥。雖然其棲地因地勢較高，受到當地林業的影響尚不大，但部分地區的環境仍有遭到砍伐的情況，而這個物種也有遭當地人零星捕獵取食的情形。鑒於族群下降趨勢不大且棲地範圍廣大的因素，《國際自然保護聯盟瀕危物種紅色名錄》則將其列為無危物種。

## 外部連結
- 维基共享资源上的相關多媒體資源：灰胸山巨嘴鸟
- 維基物種上的相關：灰胸山巨嘴鸟
- Xeno-canto上有关灰胸山巨嘴鸟的錄音